# Olympus E-520
 Olympus E-520 (Olympus EVOLT E-520) – lustrzanka cyfrowa produkowana przez japońską firmę Olympus. Aparat po raz pierwszy został zaprezentowany w maju 2008 roku. E-520 jest aparatem systemu Cztery Trzecie (4/3). Można do niego zamontować wszystkie obiektywy tego standardu.